# چشم‌انداز گرن توریسمو
پروژه چشم‌انداز گرن توریسمو یا ویژن گرن توریسمو (به انگلیسی: Vision Gran Turismo) و به اختصار (Vision GT یا VGT) مجموعه‌ای از خودروهای مفهومی برای مجموعه بازی‌های ویدئویی گرن توریسمو است که توسط بخشی از برترین خودروسازان جهان توسعه یافته است. این خودروها ابتدا در بازی گرن توریسمو ۶ ظاهر شدند و بعداً در هر قسمت بعدی گرن توریسمو (گرن توریسمو اسپورت و گرن توریسمو ۷)، ظاهر شدند که همگی توسط پولی‌فونی دیجیتال ساخته شدند. در بیشتر موارد، آنها از فناوری و مواد امروزی استفاده می‌کنند، با تعداد انگشت شماری از استثناهای قابل توجه که از فناوری‌های پیشرانه و آیرودینامیک جدید استفاده می‌کنند. ظاهر آنها به عنوان محتوای بروزرسانی رایگان از زمان عرضه گرن توریسمو ۶ در سال ۲۰۱۳ بسیار متزلزل بوده است، و هر یک پس از انتشار برای دانلود در دسترس هستند.
این خودروها به دلیل رویکرد جدیدشان به زیبایی‌شناسی و عملکرد با تحسین منتقدان مواجه شده‌اند. مدل‌های واقعی در نمایشگاه‌های خودرو در ژاپن، کانادا، آلمان، انگلستان، آمریکا و سوئیس به نمایش گذاشته شده‌اند.

## زمینه
نام «چشم‌انداز گرن توریسمو» در ابتدا برای یک تریلر گرن توریسمو اچ‌دی در سال ۲۰۰۶ استفاده شد. در سال ۲۰۱۳ به مناسبت پانزدهمین سالگرد این مجموعه، پولی‌فونی دیجیتال «چشم‌انداز گرن توریسمو» را معرفی کرد، یک پروژه ویژه شامل خودروهای مفهومی طراحی شده برای بازی توسط شرکت‌های خودروسازی مانند نیسان، پژو و مرسدس-بنز و همچنین کوچ‌بیلدر مانند زاگاتو، برندهای پوشاک ورزشی ایر جردن و نایکی و برند مد بولگاری.

## گرن توریسمو ۶
پروژه چشم‌انداز گرن توریسمو برای اولین بار در گرن توریسمو ۶ نمایش داده شد. هر ماشین مفهومی ویژن جی‌تی که پس از انتشار اولیه به بازی اضافه شد، با رویدادهای فصلی با زمان محدود همراه بود که به بازیکنان این امکان را می‌داد تا با تکمیل یک دور کامل در یک مسیر خاص، ماشین را بدست آورند.

### مرسدس-بنز اِی‌اِم‌جی ویژن گرن توریسمو

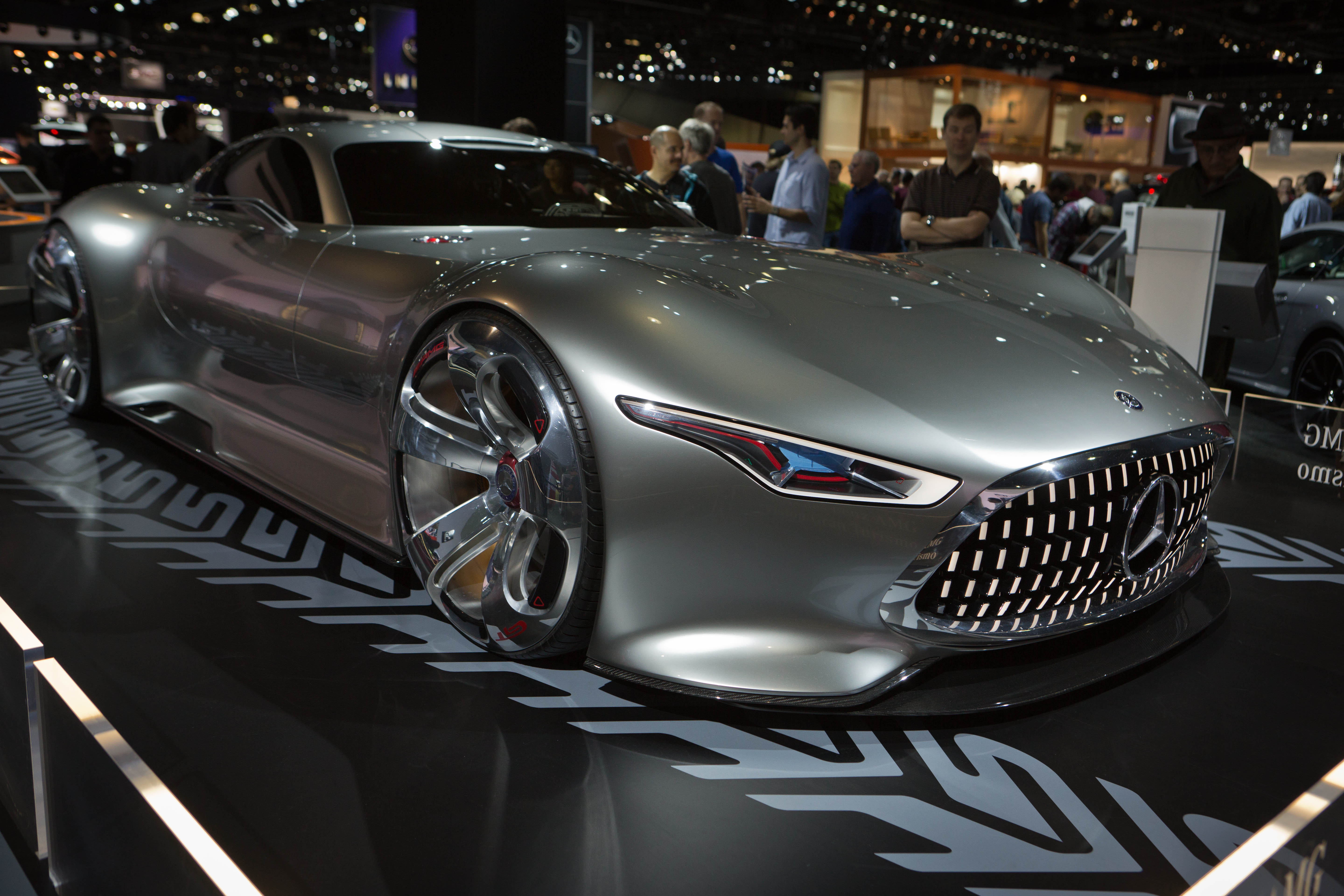
مرسدس بنز ای‌ام‌جی ویژن گرن توریسمو در نمایشگاه خودرو لس آنجلس ۲۰۱۳

اولین خودروی چشم‌انداز گرن توریسمو در ۲۰ نوامبر ۲۰۱۳ توسط مرسدس-بنز با نام ساده «مرسدس-بنز ای‌ام‌جی ویژن گرن توریسمو» (به انگلیسی: Mercedes-Benz AMG Vision Gran Turismo) عرضه شد. این خودرو به شکل یک کوپه با هود بلند (الهام گرفته شده از ۳۰۰اس‌ال) بدون شیشه عقب و یک باله فعال عقب به خود گرفت. هشت نوک اگزوز مستطیلی در بالا و زیر تک چراغ عقب بلند قرار دارند. این خودرو دارای سازه فضایی آلومینیومی و موتور ۵/۵ لیتری ام۱۵۷ ای‌ام‌جی موتور وی۸ توربوی دوگانه با خروجی ۴۳۰ کیلووات (۵۸۰ اسب بخار) است.
یکی دیگر از مدل‌های مجازی مرسدس بنز اولین نسخه ویژن گرن توریسمو برای سال ۲۰۱۴ بود. این خودرو بر اساس مدل اصلی، هرچند با تغییرات برای مسابقه، «مرسدس-بنز ای‌ام‌جی ویژن گرن توریسمو ریسینگ سری» (به انگلیسی: Mercedes-Benz AMG Vision Gran Turismo Racing Series) نام گرفت و در ۲۸ ژانویهٔ ۲۰۱۴ عرضه شد. به عنوان دومین خودروی مفهومی رسمی چشم‌انداز گرن توریسمو است. این نوع از ای‌ام‌جی ویژن جی‌تی افزایش قدرت به ۴۴۱ کیلووات (۵۹۱ اسب بخار) و جعبه‌دنده ترتیبی، در میان با برخی ارتقاء زیبایی و کاهش وزن ۸۵ کیلوگرم (۱۸۷ پوند) دریافت کرد.

### بی‌ام‌و ویژن گرن توریسمو
بی‌ام‌و تقریباً شش ماه بعد پروژه خود را با «بی‌ام‌و ویژن گرن توریسمو» (به انگلیسی: BMW Vision Gran Turismo) (منتشر شده در ۱۴ مهٔ ۲۰۱۴ در بروزرسانی ۱٫۰۷) منتشر کرد. این یک کوپه بود که از خودروهای توریستی بی‌ام‌و در دهه ۱۹۷۰ الگوبرداری شده بود، با عناصر آیرودینامیک فراوان و یک موتور ۳ لیتری توربوی دوگانه خطی-شش با قدرت ۴۰۴ کیلووات (۵۴۲ اسب بخار) می‌باشد.

### میتسوبیشی کانسپت ایکس‌آر-پی‌اِچ‌ای‌وی اوولوشن ویژن گرن توریسمو
میتسوبیشی موتورز با «میتسوبیشی کانسپت ایکس‌آر-پی‌اچ‌ای‌وی اوولوشن ویژن گرن توریسمو» (به انگلیسی: Mitsubishi Concept XR-PHEV EVOLUTION Vision Gran Turismo) (منتشر شده در ۳۰ می ۲۰۱۴ در بروزرسانی ۱٫۰۸) دنبال شد. ورود میتسوبیشی، همان‌طور که از نامش پیداست، یک پلاگین هیبریدی با بدنه رالی-پهن و تهاجمی بود.

### فولکس‌واگن جی‌تی‌آی رودستر ویژن گرن توریسمو

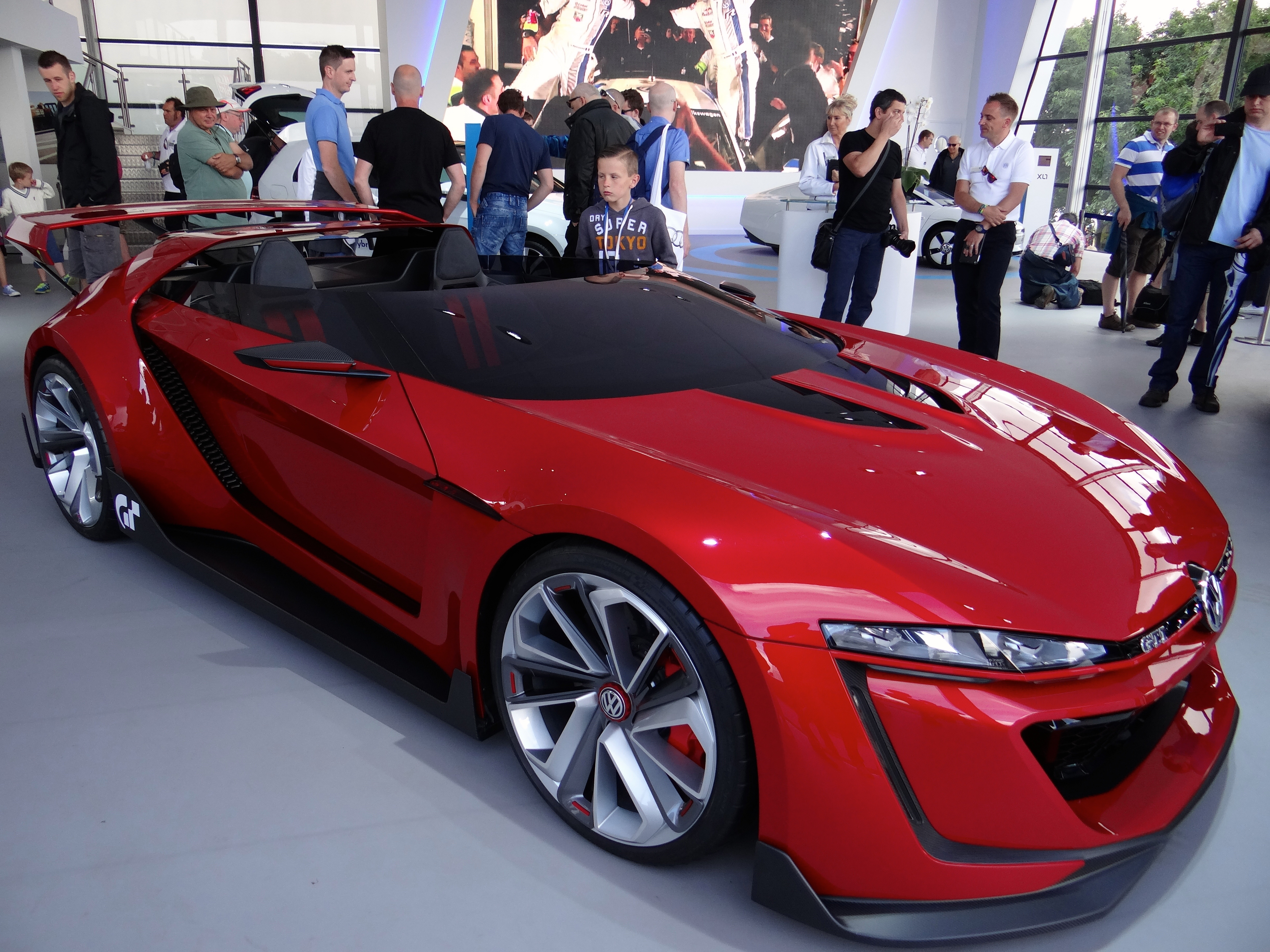
فولکس‌واگن جی‌تی‌آی رودستر ویژن گرن توریسمو در جشنواره سرعت گودوود ۲۰۱۴

فولکس‌واگن پنجمین خودروی مفهومی چشم‌انداز گرن توریسمو را یک ماه بعد، در ۱۸ ژوئن ۲۰۱۴ عرضه کرد. با نام «فولکس‌واگن جی‌تی‌آی رودستر ویژن گرن توریسمو» (به انگلیسی: Volkswagen GTI Roadster Vision Gran Turismo)، این خودروی کم سقف در آپدیت ۱٫۰۹ گنجانده شد. این خودرو مجهز به یک موتور ۳ لیتری توربوی دوگانه وی‌آر۶ با تولید ۳۷۵ کیلووات (۵۰۳ اسب بخار) است.

### نیسان کانسپت ۲۰۲۰ ویژن گرن توریسمو

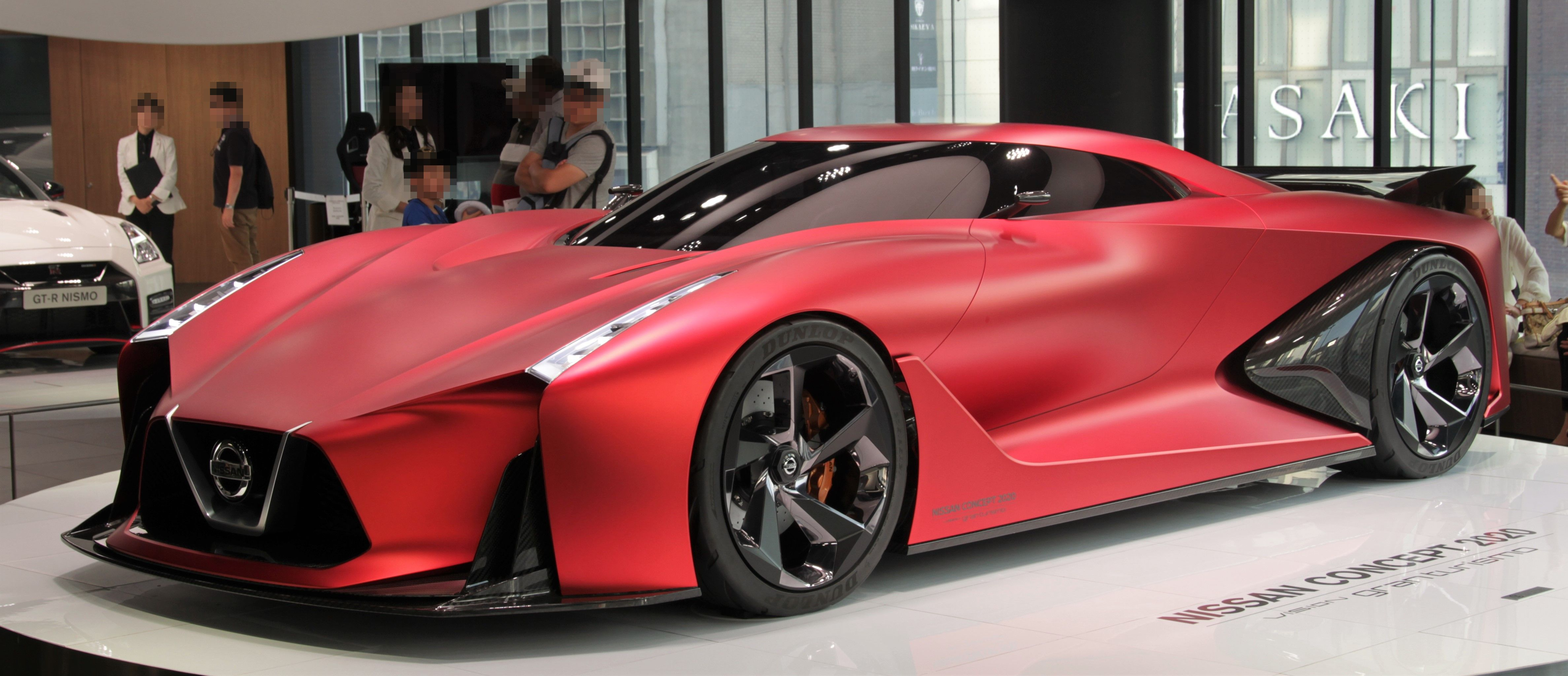
نیسان کانسپت ۲۰۲۰ ویژن گرن توریسمو به نمایش گذاشته شد.

ماه بعد از دو خودروی چشم‌انداز گرن توریسمو از دو برند جداگانه رونمایی شد که هر دو در ۲۵ ژوئیه ۲۰۱۴ در دسترس قرار گرفتند.
«نیسان کانسپت ۲۰۲۰ ویژن گرن توریسمو» (به انگلیسی: Nissan CONCEPT 2020 Vision Gran Turismo) قبل از اینکه با کمک مهندسان نیسان در ژاپن شکل بگیرد، توسط طراحان جوان در بریتانیا مفهوم سازی شد. این هفتمین خودروی این برنامه است. نتیجه نهایی شامل تأکید بر هندلینگ و آیرودینامیک است. گلگیرهای خودرو هوا را قطع می‌کنند در حالی که زیر سینه خلاء غیرفعال ایجاد می‌کند و یک باله فعال عقب بارهای نیروی رو به پایین را مستقیماً به محور عقب منتقل می‌کند. کانسپت ۲۰۲۰ توسط یک سیستم هیبریدی متشکل از یک موتور وی۶ و سه موتور (دو موتور برای هر یک از چرخ‌های جلو و یک موتور برای محور عقب) نیرو می‌گیرد. یک ماکت در مقیاس کامل با رنگ خاص «شوالیه آتش» در چهل و چهارمین نمایشگاه خودروی توکیو در سال ۲۰۱۴ به نمایش درآمد.

### آستون مارتین دی‌پی۱۰۰ ویژن گرن توریسمو

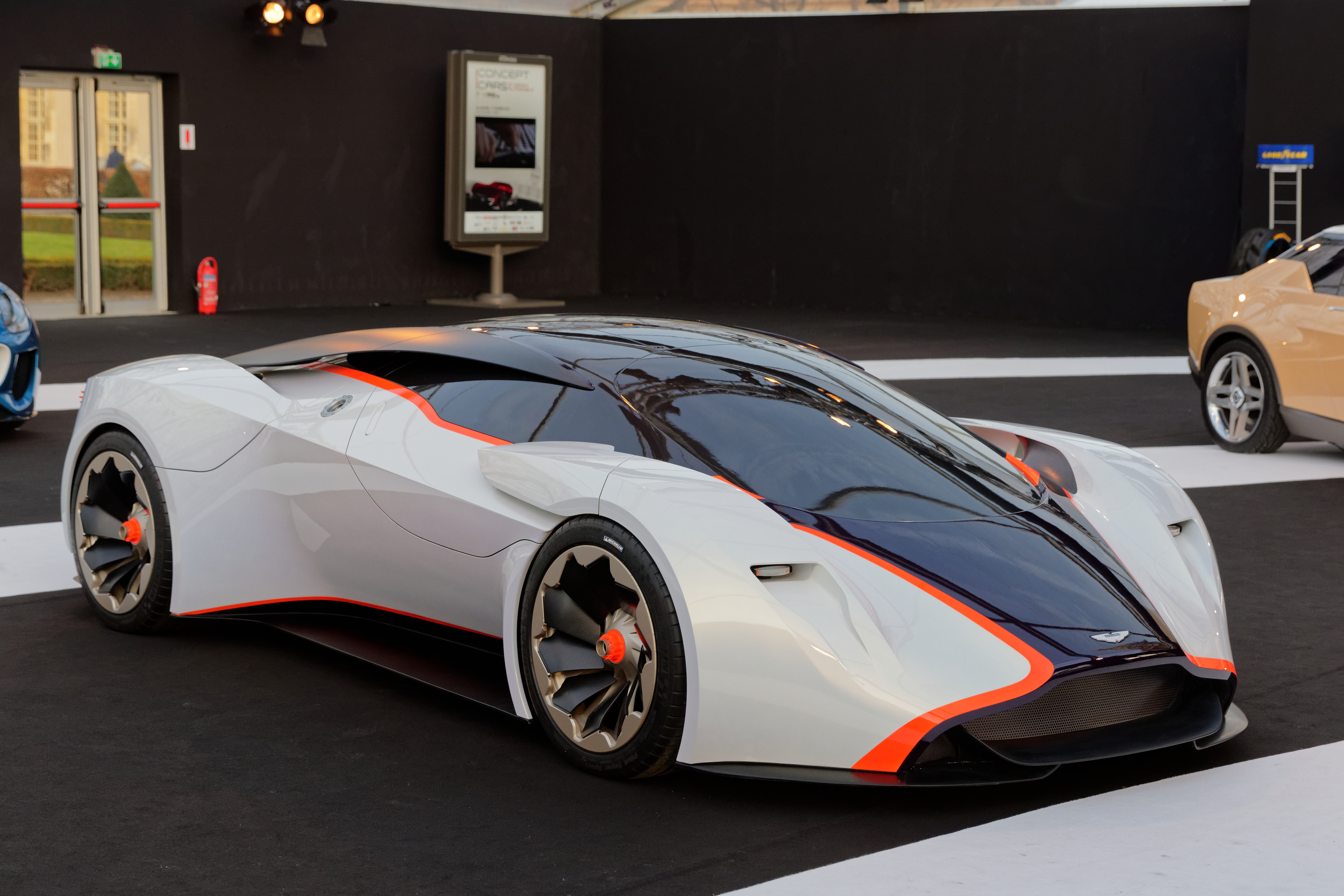
آستون مارتین دی‌پی۱۰۰ ویژن گرن توریسمو در جشنواره بین‌المللی خودرو ۲۰۱۵.

خودروی آستون مارتین ویژن گرن توریسمو که در کنار نیسان عرضه شد، «آستون مارتین دی‌پی۱۰۰ ویژن گرن توریسمو» (به انگلیسی: Aston Martin DP100 Vision Gran Turismo) نامیده می‌شود که «دی‌پی (DP)» سرواژه «نمونه اولیه طراحی (Design Prototype)» است. این موتور شامل یک موتور وی۱۲ دو توربوی ۸۰۰ کیلووات (۱٬۱۰۰ اسب بخار)، چراغ‌های جلو در مجراهای ناکا روی گلگیرهای جلو، «تیغه‌های» چرخ‌های فعال برای کمک به خنک کردن ترمز و چراغ‌های عقب «تیغه سبک» است که بعداً در خودروهای تولید محدود ولکان دیده می‌شود.